# Chiến dịch Sấm tháng Giêng
Chiến dịch Sấm tháng Giêng (tiếng Nga: Опера́ция «Янва́рский гром»), Chiến dịch tấn công Krasnoye Selo–Ropsha hay Chiến dịch Neva-2 là một chiến dịch quân sự do Hồng quân Liên Xô tổ chức nhằm tấn công vào quân đội Đức Quốc xã, kéo dài từ ngày 14 đến ngày 30 tháng 1 năm 1944. Tham gia chiến dịch này là Phương diện quân Leningrad của quân đội Liên Xô và địch thủ bên kia chiến tuyến của họ là Tập đoàn quân số 18 của Đức Quốc xã. Kết thúc chiến dịch, quân đội Liên Xô đã tiêu diệt cụm quân Petergof-Strelna của Đức, đẩy quân thù ra xa 60-100 cây số và giải phóng Krasnoye Selo, Ropsha, Krasnogvardeysk (Gatchina), Pushkin và Slutsk (Pavlovsk, St Petersburg, Nga). Quan trọng hơn, sau chiến dịch này, cùng với các đợt tấn công của phương diện quân Volkhov trong cùng thời gian, sự uy hiếp của quân Đức đối với thành phố Leningrad sau 900 ngày tồn tại cuối cùng cũng hoàn toàn bị phá giải. Ngày 26 tháng 1 năm 1944, Leningrad đã bắn 324 phát đại bác chào mừng khoảnh khắc đáng nhớ này.
Chiến dịch Sấm tháng Giêng là một phần của Chiến dịch tấn công Leningrad-Novgorod.

## Bối cảnh
Vào năm 1943, quân đội Liên Xô sau khi phá vỡ được vòng vây ở Leningrad đã bắt đầu giành thế thượng phong ở mặt trận Tây Bắc. Tuy nhiên các nỗ lực nhằm phá giải hoàn toàn sự uy hiếp đối với thành phố đều không thành công. Leningrad vẫn nằm trong tầm bắn phá của Tập đoàn quân số 18 (Đức) và hàng trăm tấn bom đạn vẫn tiếp tục dội xuống thành phố cùng "con đường Chiến thắng" hành lang tiếp vận trên bộ đối với Leningrad được thiết lập sau thắng lợi của Chiến dịch Tia Lửa.
Tư lệnh Tập đoàn quân xung kích số 2, tướng I. I. Fedyuninsky đã miêu tả tình hình ở mặt trận Tây Bắc như sau:
| “                   | Tình hình ở Leningrad được quyết định bởi tình hình chung ở mặt trận. Quân đội Liên Xô trong năm 1943 đã giáng cho quân Đức nhiều đòn đánh mạnh và buộc quân địch phải liên tục thoái lui. Cho đến tháng 11, quân địch đã bị quét sạch khỏi hai phần ba lãnh thổ chúng chiếm đóng trên nước ta. Tuy nhiên ở Leningrad, bọn phát xít được bao bọc xung quanh bởi những tuyến phòng ngự vững chắc và tiếp tục củng cố vị trí của chúng, hy vọng có thể giữ chúng như những bàn đạp cơ bản của cánh trái của chúng tại mặt trận phía Đông. | ” |
| — I. I. Fedyuninsky | |   |

Vào đầu tháng 9 năm 1943, các chỉ huy cấp cao Xô Viết đã nhận thấy rằng, quân Đức đang có dấu hiệu bắt đầu rút binh khỏi vùng phụ cận Leningrad về tuyến Panther-Wotan dọc theo phòng tuyến ở sông Narva - hồ Chudsko - Pskov - Ostrov - Idritsa. Trước tình hình đó, hội đồng quân sự của các phương diện quân Leningrad và phương diện quân Volkhov bắt đầu thảo kế hoạch tấn công quy mô lớn nhằm đánh bại Tập đoàn quân số 18 (Đức) và phá giải hoàn toàn sự uy hiếp đối với Leningrad. Do chưa nắm được tường tận thông tin về hoạt động lui binh của quân Đức, Đại bản doanh Bộ Tổng tư lệnh Tối cao Liên Xô (STAVKA) đã đề xuất hai phương án tấn công. Phương án thứ nhất (Neva-1) đặt trường hợp quân Đức rút lui sớm và vì vậy quân đội Liên Xô phải đánh nhanh để truy kích kẻ thù bỏ chạy. Phương án thứ hai (Neva-2) đặt giả thiết quân Đức sẽ cố bám trụ thêm một thời gian và vì vậy quân đội Liên Xô sẽ tổ chức đục thủng phòng tuyến quân địch để tiến tới quét sạch quân Đức khỏi Leningrad.
Bộ Tư lệnh của Cụm Tập đoàn quân Bắc cũng nhanh chóng nhận thấy các dấu hiệu chuẩn bị đánh lớn của quân đội Liên Xô, vì vậy thống chế Geogr von Küchler đã gặp Adolf Hitler để thỉnh cầu y cho phép quân Đức rút lui sớm về tuyến Panther-Wotan. Tuy nhiên, Adolf Hitler lại đồng tính với ý kiến của Geogr Lindemann - tư lệnh của Tập đoàn quân số 18 - rằng quân Đức vẫn có thể bám trụ được và bắt buộc quân Đức phải tiếp tục cuộc bao vây ở Leningrad.

## Binh lực và kế hoạch

### Quân đội Liên Xô

#### Binh lực
- Phương diện quân Leningrad (tư lệnh: Đại tướng L. A. Govorov, tham mưu trưởng: trung tướng D. N. Gusev)
  - Tập đoàn quân xung kích số 2 (trung tướng I. I. Fedyuninsky)
  - Tập đoàn quân số 42 (thượng tướng I. I. Maslennikov)
  - Tập đoàn quân số 67 (trung tướng V. P. Sviridov)
  - Tập đoàn quân không quân số 13 (thượng tướng không quân S. D. Rybalchenko)
- Hạm đội Baltic (đô đốc V. F. Tributs)

Cho đến đầu năm 1944, phương diện quân Leningrad phòng thủ tại thành phố cùng tên có 3 tập đoàn quân: tập đoàn quân số 23 đóng ở eo đất Karelia, tập đoàn quân số 42 và 67 chống giũ tuyến từ vùng duyên hải Vịnh Phần Lan tới Gontovoy Lipki. Thêm vào đó là một đội quân trú đóng ở khu bàn đạp Oranienbaum (dài 50 cây số và rộng 25 cây số). Do Đại bản doanh chưa thể cung cấp một lượng binh lực đáng kể để củng cố cho quân đội Liên Xô đóng tại gần Leningrad, bộ chỉ huy Phương diện quân đã thực hiện tái tổ chức và tái cơ cấu lại quân số để có thể tập trung một lượng lớn binh lực ở những địa đoạn đột phá.
Vì vậy, tổng hành dinh của phương diện quân đã được chuyển về Oranienbaum. Tướng I. I. Fedyuninsky cũng được điều đến làm Tư lệnh Tập đoàn quân xung kích số 2 thay cho V. Z. Romanovskiy vì Fedyuninsky có nhiều kinh nghiệm tác chiến hơn. Vào ngày 7 tháng 11 năm 1943, lực lượng tác chiến Duyên hải được điều về phối thuộc cho Tập đòn quân xung kích số 2, một phần của lực lượng này được chuyên chở tới mặt trận bởi Hạm đội Ban Tích và bởi máy bay. Kết quả từ ngày 5 tháng 11 năm 1943 đến 21 tháng 1 năm 1944, 5 sư đoàn bộ binh, 13 trung đoàn pháo binh, 2 trung đoàn xe tăng, 1 trung đoàn pháo tự hành và 1 брига xe tăng với tổng cộng 53.000 người, 2.300 xe tải và xe kéo, 241 xe tăng và thiết giáp, 700 đại bác và súng cối, 5.800 tấn đạn dược, 4.000 ngựa và 14.000 tấn hàng hóa khác đã được chuyển tới tổng hành dinh.
Toàn bộ binh lực của Phương diện quân Leningrad (ngoại trừ Tập đoàn quân số 23) bao gồm 30 sư đoàn bộ binh, 3 lữ đoàn bộ binh, 4 lữ đoàn xe tăng và 3 đơn vị tăng cường với tổng quân số 417.600 người. Tập đoàn quân số 42 và tập đoàn quân xung kích số 2 có khoảng 600 xe tăng và pháo tự hành, 6.000 đại bác, súng cối và hỏa tiễn Cachiusa. Hỗ trợ về mặt không quân là 461 máy bay của Tập đoàn quân không quân số 13, Tập đoàn quân phòng không Leningrad và 192 máy bay của Hạm đội Ban Tích. Общее наступление двух фронтов поддерживали соединения авиация дальнего действия - chỉ có 330 máy bay.
Hạm đội Ban Tích có nhiệm vụ hỗ trợ từ mặt biển đối với Tập đoàn quân số 42 và Tập đoàn quân xung kích số 2. Họ có chừng hơn 200 đại bác cỡ nòng từ 100 đến 406 ly, trong đó có các siêu đại bác gắn trên các tàu chiến "Petropavlovsk", "Cách mạng Tháng Mười", tàu tuần dương "Kirov", "Maxim Gorky", các pháo đài Kronstadt và pháo đài Krasnaya Gorka.

#### Kế hoạch
Kế hoạch chung của cuộc tấn công là các phương diện quân Leningrad và Volkhov sẽ đồng loạt đánh vào cạnh sườn của Tập đoàn quân số 18 (Đức) tại tuyến Peterhof - Strelna (chiến dịch Sấm tháng Giêng) và Novgorod (Chiến dịch tấn công Novgorod-Luga). Sau đó, quân đội Liên Xô sẽ tiến theo hướng Kingisepp - Luga, hợp vây Tập đoàn quân số 18 và phát triển tấn công lên Narva, Pskov và Idritsa. Mục tiêu chính của cuộc tấn công là phá giải hoàn toàn sự uy hiếp của quân Đức đối với thành phố Leningrad, giải phóng tỉnh Leningrad và tạo tiền đề cho các cuộc tấn công trong tương lai và các nước Ban Tích.
Theo kế hoạch, Tập đoàn quân xung kích số 2 của PDQ Leningrad sẽ tấn công từ khu bàn đạp Oranienbaum còn tập đoàn quân số 42 của cùng PDQ sẽ tấn công từ phía Tây Nam của Leningrad. Sau khi hội quân ở Krasnoye Selo - Rospha, hai tập đoàn quân này sẽ tấn công và tiêu diệt cụm quân Petergof-Strelna của Đức và sau đó phát triển tiến công tới hướng Tây Nam, tiến tới Kingisepp ở phía Nam Krasnogvardeisk và Luga.
Vài ngày trước chiến dịch mở màn, Tập đoàn quân số 67 được hạ lệnh tấn công và giải phóng Mga, Ulyanovka, Tosno, phối hợp với phương diện quân Volkhov tiến hành giải phóng các tuyến Đường sắt Kirov và tuyến Đường sắt Tháng Mười. Sau đó Tập đoàn quân số 67 sẽ phát triển tấn công lên hướng Pushkin và Krasnogvardeisk.
Về phía mình, phương diện quân Volkhov phải đánh bại quân địch ở Novgorod, nhanh chóng phát triển lên Luga và hội quân với phương diện quân Leningrad tại ngoại vi của Luga để tiến hành hợp vây Tập đoàn quân số 18 (Đức).

### Quân đội Đức Quốc xã

#### Binh lực
- Một phần Cụm Tập đoàn quân Bắc (tư lệnh: Thống chế Georg von Küchler)
  - Tập đoàn quân số 18 (trung tướng kỵ binh Geogr Lindenmann)
    - Quân đoàn thiết giáp SS số 3, binh lực bao gồm sư đoàn bộ binh số 9 và 10 thuộc không quân, sư đoàn bộ binh ném lựu SS "Norland", sư đoàn cơ giới hóa SS "Hà Lan" và một trung đoàn cảnh vệ SS
    - Quân đoàn số 50, bao gồm các sư đoàn bộ binh số 126, 170, 215
    - Quân đoàn số 54, bao gồm các sư đoàn bộ binh số 11, 24, 225
    - Quân đoàn số 26, bao gồm các sư đoàn bộ binh số 61, 27 và 212

  - Sư đoàn không quân số 1 (tướng Kurt Pflyugbeyl)

Lực lượng đối đầu trực tiếp với phương diện quân Leningrad chính là Tập đoàn quân số 18 của Cụm Tập đoàn quân Bắc. Chính diện mặt trận được trấn thủ bởi quân đoàn thiết giáp SS số 3 đóng tại khu bàn đạp Oranienbaum và một phần của quân đoàn số 50 đóng tại khu vực từ Petergof tới Pushkin. Thêm vào đó, quân đoàn số 54 có nhiệm vụ trấn thủ khu vực từ Puskhin tới Neva và quân đoàn số 26 trấn thủ ở Mga.
Theo các tài liệu Liên Xô, Tập đoàn quân số 18 của Đức có tổng cộng 168.000 người, 200 xe tăng và pháo tự hành, 4.500 đại bác và súng cối. Hỗ trợ về không quân cho toàn bộ Cụm Tập đoàn quân Bắc là sư đoàn không quân số 1 với 200 máy bay. Theo một báo cáo khác của sư đoàn này, họ có trong tay 370 máy bay, trong đó có 103 chiếc đồn trú ở một khu vực không xa Leningrad. Binh lực của toàn bộ Cụm Tập đoàn quân Bắc vào ngày 14 tháng 10 năm 1943 - theo các tài liệu của Đức - tính luôn các số quân đóng ở miền Bắc Phần Lan bao gồm 601.000 người, 146 xe tăng, 2.398 đại bác và súng cối. Như vậy, có thể thấy, tại mặt trận Tây Bắc, quân đội Liên Xô có ưu thế rất lớn về binh lực. Ở hướng tấn công chính của phương diện quân Leningrad, quân đội Liên Xô có ưu thế 2,7:1 về quân số; 6:1 về xe tăng và 3,6:1 về pháo binh.

#### Kế hoạch
Trong tình hình bất lợi về binh lực như vậy, các chỉ huy Đức đặt niềm tin vào việc giữ vững các tuyến phòng thủ vốn được củng cố vững chắc tại một khu vực được gọi là "Chiếc gậy phương Bắc". Phần mạnh nhất của hệ thống phòng tuyến này nằm ở khu vực tấn công của tập đoàn quân số 42, với các cứ điểm phòng thủ chính nằm ở các điểm dân cư Uritsk (???), Staro-Panovo, Novo-Panovo (???), Pushkin, Krasnoye Selo, cũng như ở điểm cao 172.3 (còn gọi là "Đồi quạ"). Trong trường hợp phải rút lui, quân Đức sẽ được tổ chức để rút dần dần về từng phòng tuyến trung gian một. Phòng tuyến cuối cùng được Tập đoàn quân số 18 xây dựng trên tuyến "Avtostrada" Oredezhskaya (Oredezh) - Ingermanland (???) - Luga và các tuyến khác. Tuy nhiên, việc chuẩn bị đầy đủ các tuyến phòng ngự trung gian như vậy cần nhiều thời gian, mà quân đội Liên Xô thì không bao giờ cho quân Đức đủ thời gian cả.

## Diễn biến

### Tập đoàn quân xung kích số 2 và Tập đoàn quân số 42 tấn công, ngày 14-20 tháng 1

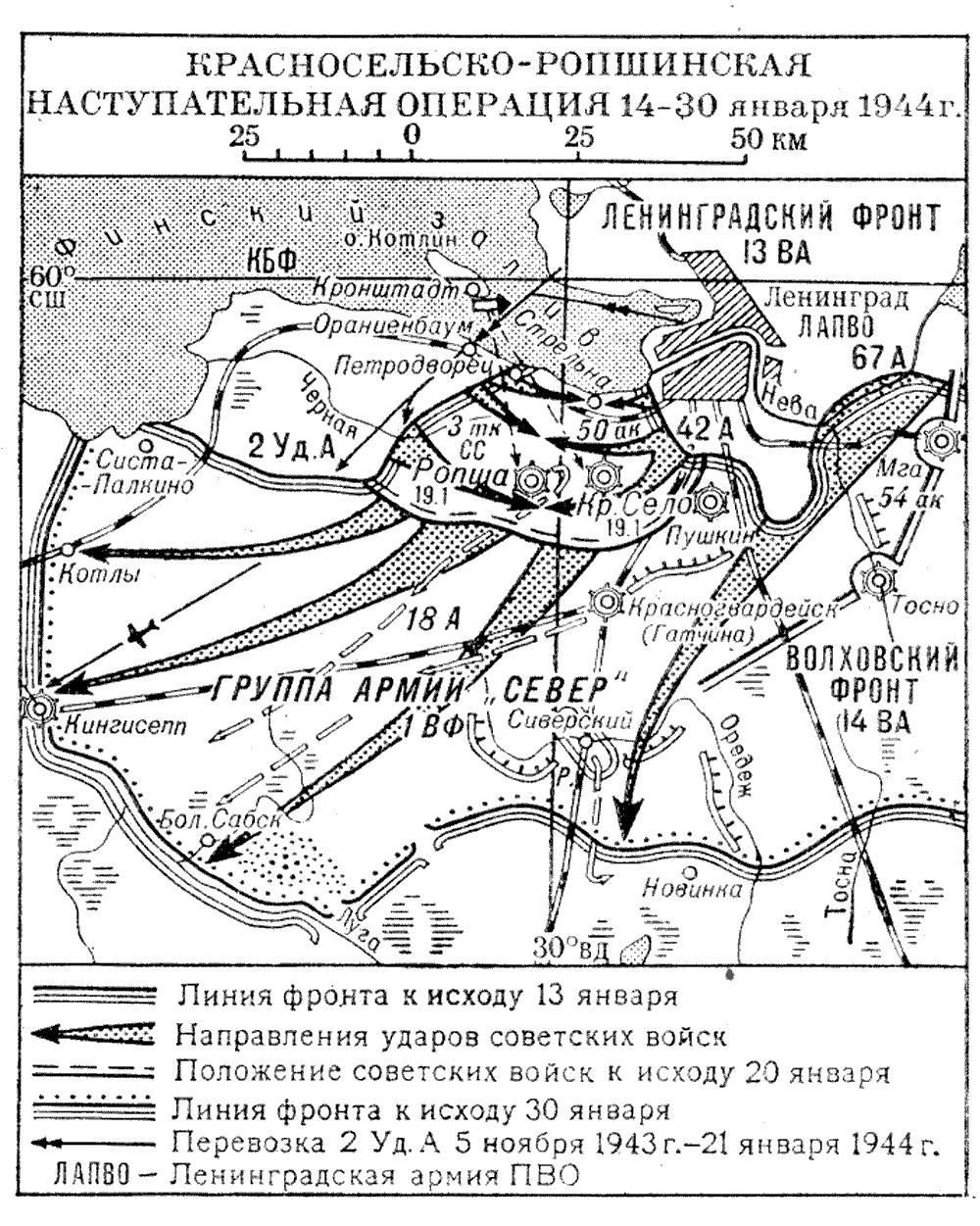
Phương diện quân Leningrad tấn công trong chiến dịch Sấm tháng Giêng.

Theo kế hoạch, ngày 14 tháng 1 Tập đoàn quân xung kích số 2 sẽ tấn công từ khu đầu cầu Oranienbaum, và ngày hôm sau tập đoàn quân số 42 sẽ tấn công từ khu Pulkovo. Vào đêm trước cuộc tấn công, các đơn vị bộ binh của Tập đoàn quân xung kích số 2 bí mật di chuyển vào vùng trắng và đào một đoạn hào 150-300 mét ngay trước trận tuyến của quân địch. Công binh của Tập đoàn quân cũng bắt đầu công việc dỡ mìn và cắt rào kẽm gai, mở đường băng qua các bãi mìn và hàng rào của địch. Cùng lúc đó, pháo binh hạng nặng và máy bay ném bom ban đêm cũng tổ chức oanh tạc dữ dội vào các chốt phòng thủ và trận địa pháo của quân Đức.
Vào 10 giờ 40 phút sáng, sau 65 phút bắn phá dữ dội bằng đại bác và oanh kích quy mô lớn bằng phi cơ, các quân đoàn số 43 (gồm sư đoàn bộ binh số 48, 90, 98) và 122 (gồm sư đoàn bộ binh số 11, 131 và 168) đã ồ ạt xung phong. Đợt đột phá trong ngày đầu tiên tỏ ra thành công nhất ở khu vực của các sư đoàn bộ binh số 48, 90 và 131 với sự hỗ trợ của lữ đoàn thiết giáp số 152 và các trung đoàn xe tăng số 222, 204. Đến cuối ngày, quân đội Liên Xô đã đột phá đươrc 4 cây số овладели перовой полосой обороны противника, hạ gục các cứ điểm Porozhki, Gostilitsy và ở một số nơi đã đục lủng tuyến phòng ngự thứ hai của quân địch. Trong suốt ngày hôm đó, pháo binh của các tập đoàn quân số 42 và 67 đã liên tục nhả đạn trên khắp toàn bộ trận tuyến từ điểm cao Pulkovo tới Mga, điều này khiến quân Đức phải căng sức trên toàn mặt trận và không đoán được hướng tấn công chính của quân đội Liên Xô.
Đến ngày 15 tháng 1, sau 110 phút bắn pháo chuẩn bị bởi 2.300 đại bác và súng cối, quân đoàn bộ binh số 42 đã tấn công trên một địa đoạn dài 17 cây số tại tuyến Ligovo - Redkoye (???) - Kuzmino (???). Quân đoàn bộ binh số 30 (bao gồm các sư đoàn bộ binh số 45, 63, 64) cũng xung phong dưới sự yểm hộ của pháo binh và đột phá được 4,5 cây số với tổn thất rất nhỏ. Các đợt tấn công của quân đoàn số 109 (bao gồm sư đoàn bộ binh số 72, 109, 125) và số 110 (bao gồm các sư đoàn bộ binh số 56, 85, 86) ở hai cánh thì ít thành công hơn.
Trong những ngày sau đó, các Tập đoàn quân số 42 và Tập đoàn quân xung kích số 2 tiếp tục tiến theo hướng Rospha và Krasnoye Selo. Quân Đức tại đây chống trả kịch liệt và luôn tìm cách phản kích. Một phần của Tập đoàn quân xung kích số 2 đến cuối ngày 16 tháng 1 đã đột phá được 10 cây số và hoàn tất việc chọc thủng khu vực phòng thủ chính của quân địch tại mặt trận đến 23 cây số. Điều này cho phép tư lệnh tập đoàn quân, tướng I. I. Fedyuninsky, vào ngày 17 tháng 1 tung một đội tác chiến (bao gồm lữ đoàn xe tăng số 152 cùng với vài đơn vị bộ binh và pháo binh) vào khai thác chiến quả đột phá và tìm cách nhanh chóng giải phóng thành phố Rospha.
Chiến sự diễn ra đặc biệt ác liệt tại mũi tấn công của tập đoàn quân số 42. Tại đây, quân Đức bố trí một hệ thống những bãi mìn và hào chống tăng dày đặc, cùng với hỏa lực pháo binh đã gây ra nhiều tổn thất cho xe tăng Liên Xô, khiến lực lượng xe tăng không thể hỗ trợ hiệu quả cho bộ binh. Tuy nhiên, bộ binh Xô Viết vẫn tiếp tục tiến lên một cách ngoan cường và đến ngày 16 tháng 1 quân đoàn bộ binh cận vệ số 30 đã đột phá sâu 3-4 cây số, tiến sát đến tuyến Krasnoye Selo - Pushkin. Cùng ngày đó, quân đoàn bộ binh số 109 đã hạ gục cứ điểm Finskoye Koyrovo (???) còn quân đoàn số 110 đã giải phóng Aleksandrovka.
Vào buối sáng ngày hôm sau (17 tháng 1), Tập đoàn quân số 42 tung sư đoàn bộ binh số 291 cùng cụm tác chiến cơ động (bao gồm lữ đoàn Cờ Đỏ Leningrad số 1, lữ đoàn xe tăng số 220, 2 trung đoàn pháo tự hành) vào mặt trận nhằm hỗ trợ mũi đột phá của quân đoàn bộ binh cận vệ số 30, mục tiêu là giải phóng Krasnoye Selo, Dudergofom (???) và điểm cao "Đồi quạ". Đến chiều hôm đó, Tập đoàn quân xung kích số 2 và Tập đoàn quân số 42 chỉ còn cách nhau 18 cây số. Quân Đức tại khu vực này lâm vào tình thế hết sức nghiêm trọng vì đã cạn hết lực lượng dự bị chiến thuật, còn lực lượng dự bị chiến dịch là sư đoàn bộ binh số 61 cũng đang đứng trước nguy cơ bị bao vây.
Trước tình thế nguy hiểm này, bộ chỉ huy Cụm Tập đoàn quân Bắc không còn cách nào khác là phải xin Adolf Hitler cho phép rút các quân đoàn số 26 và Tập đoàn quân số 18 ra khỏi Mginskogo (???) để giải phóng bớt một vài sư đoàn nhằm tăng cường cho phòng tuyến ở Tây Nam Leningrad. Không nhận được câu trả lời rõ ràng tư lệnh Cụm Tập đoàn quân Bắc Geogr von Küchler quyết định tung một nhóm tác chiến (bao gồm các sư đoàn bộ binh số 21, 11, 225 và vài đơn vị khác) vào khu vực Krasoye Selo nhằm cứu vãn tình thế nhưng không thành công mấy. Cuối cùng, quân Đức buộc phải rút về khu vực phía Nam của Strelna, Volodarsky (???) và Gorelovo.
Đến ngày 18 tháng 1, quân đội Liên Xô quyết định tung một đòn đánh mạnh vào quân Đức nhằm đảm bảo chiến cục chuyển sang phía có lợi cho họ. Quân đoàn bộ binh số 122 của Tập đoàn quân xung kích số 2, với sự hỗ trợ của xe tăng đã giải phóng Rospha sau một trận đánh dữ dội và cùng với quân đoàn bộ binh số 108 tiếp tục phát triển tấn công sang phía Tây. Cùng ngày hôm đó, Tập đoàn quân số 42 công kích Krasnoye Selo và Voroniyey Gory (???), còn các đơn vị thiết giáp tiếp tục tiến về phía Tập đoàn quân xung kích số 2. Chiến sự diễn biến ác liệt trong nhiều ngày tại các vị trí then chốt của mặt trận. Đến sáng ngày 19 tháng 1, một đợt tấn công đồng loạt từ hai phía của sư đoàn bộ binh cận vệ số 63 đã hạ gục cứ điểm "Đồi quạ", còn các sư đoàn bộ binh số 291 và sư đoàn bộ binh cận vệ số 64 đã giải phóng Krasnoye Selo.
Đến chiều ngày 19 tháng 1, các đơn vị tiên phong của sư đoàn số 168 (thuộc Tập đoàn quân xung kích số 2) và tiểu đoàn công binh số 54 (thuộc Tập đoàn quân số 42) đã gặp nhau tại khu vực gần Russo-Vysotskoye. Tuy nhiên, lúc đó quân đội Liên Xô chưa kịp xây dựng được một trận tuyến nối liền, vì vậy một phần quân Đức tại đây đã tìm được cách chạy thoát khỏi vòng vây - mặc dù phải bỏ lại hết tất cả các vũ khí nặng. Sáng hôm sau (20 tháng 1), chủ lực của Tập đoàn quân xung kích số 2 và Tập đoàn quân số 42 đã gặp nhau ở phía Nam Rospha, hoàn tất việc khép chặt vòng vây và tiêu diệt cụm quân Petergof-Strelna của Đức. Sau 6 ngày chiến đấu liên tục, quân đội Liên Xô đã đánh tan 2 sư đoàn và đánh thiệt hại nặng 5 sư đoàn Đức, bắt 1.000 tù binh. Toàn bộ lực lượng pháo binh Đức đóng ở phía Bắc Krasnoye Selo, vốn chuyên dùng để bắn phá Leningrad, cũng bị diệt gọn. Quân đội Liên Xô thu giữ 265 đại bác, trong đó có 85 khẩu pháo hạng nặng.

#### Tình hình chiến cục đến ngày 20 tháng 1
Việc cụm quân Petergof-Strelna của Đức bị tiêu diệt cũng như việc Novgorod được phương diện quân Volkhov giải phóng đã tạo ra những tiền đề rất có lợi cho các đợt tấn công trong tương lai của quân đội Liên Xô.
Cho đến ngày 20 tháng 1, mục tiêu chính của các phương diện quân Leningrad và Volkhov vẫn là phá giải hoàn toàn sự uy hiếp của quân Đức đối với thành phố Leningrad. Một điều kiện cần thiết để hoàn thành mục tiêu này là phải kiểm soát được tuyến Đường sắt Tháng Mười - tuyến đường sắt chủ yếu nối liền Leningrad với nội địa Liên Xô. Để thực hiện được điều này, Hội đồng quân sự của Phương diện quân Leningrad quyết định mở rộng hướng tấn công từ Tây Nam sang Đông Nam. Tập đoàn quân số 42 được giao nhiệm vụ mới là giải phóng Krasnogvardeisk, Pushkin và Tosno, sau đó đánh vào cạnh sườn và sau lưng của quân Đức - vốn vẫn đang đóng giữ các vị trí Ulyanovka, Mga và Tosno. Hoạt động tấn công của Tập đoàn quân số 42 sẽ phối hợp chặt chẽ với đòn đánh của Tập đoàn quân số 67 (thuộc Phương diện quân Volkhov) để trong thời gian ngắn của thể tiêu diệt được các quân đoàn số 26 và 28 của Đức, hoàn tất việc phá giải vòng vây của Đức tại Leningrad. Cùng lúc đó, Tập đoàn quân xung kích số 2 phải tấn công ở phía Tây Nam theo hướng Voyskovitsy - Vysokoklyuchevoy, vòng qua Krasnogvardeisk ở phía Tây Nam, phối hợp và bảo vệ sườn phải của Tập đoàn quân số 42.
Tuy nhiên không lâu sau đó quân đội Liên Xô buộc phải thay đổi một phần kế hoạch ban đầu, khi quân đoàn số 26 của Đức bắt đầu tổ chức rút lui khỏi tuyến Mginsko (???) -Sinyavino (Molodtsovo) vào ngày 21 tháng 1.

### Diễn biến chiến dịch từ 21 đến 31 tháng 1
Cuộc rút quân của Đức vào ngày 21 tháng 1 không qua mắt được quân đội Liên Xô. Cùng ngày đó, các Tập đoàn quân số 67 (của phương diện quân Leningrad) và Tập đoàn quân số 8 (của Phương diện quân Volkhov) đã nhanh chóng tung quân truy kích. Chỉ trong vòng vài giờ, Mga được giải phóng, tiếp đó toàn bộ tuyến đường sắt Kirov đã nằm trong tay quân đội Liên Xô. Tuy nhiên đợt tấn công của quân đội Liên Xô không hoàn toàn thành công. Một phần của Quân đoàn số 26 (Đức) đã chống cự quyết liệt tại tuyến "Avtostrada" dọc theo Đường sắt Tháng Mười, cản chân quân đội Liên Xô.
Việc quân Đức tổ chức lui binh khỏi Mga đã buộc phương diện quân Leningrad phải thay đổi kế hoạch tấn công. Kế hoạch mới được trình lên Đại bản doanh vào ngày 22 tháng 1 và ngay lập tức được chuẩn y. Nội dung kế hoạch mới yêu cầu phải nhanh chóng giải phóng Krasnogvardeisk - một đầu mối giao thông đường sắt và đường bộ quan trọng. Tiếp đó, lực lượng chủ công là các Tập đoàn quân số 42 và Tập đoàn quân xung kích số 2 sẽ tổ chức đánh mạnh theo hướng Narva và Kingisepp; cùng lúc đó lực lượng phụ công là Tập đoàn quân số 67 sẽ tiến tới tuyến Ulyanovka - Tosno và phối hợp với Phương diện quân Volkhov cùng giải phóng toàn bộ tuyến Đường sắt Tháng Mười. Sau đó nữa, tập đoàn quân dự kiến sẽ tấn công tới Vyritsa, Siversky, содействовать главному удару фронта. Như vậy, theo kế hoạch, Phương diện quân Leningrad hy vọng sẽ cắt đứt đường rút lui của chủ lực Tập đoàn quân số 18 trên hướng Narva và buộc quân Đức lui vào Luga, nơi Tập đoàn quân số 59 của Phương diện quân Volkhov đã chờ sẵn.
Nhận ra tình thế nguy hiểm, Cụm Tập đoàn quân Bắc vội vã điều những đơn vị mà nó có được sang tăng cường cho cụm phòng thủ ở Krasnogvardeisk. Nhằm củng cố khu vực phòng ngự của các sư đoàn bộ binh số 11, 61, 170, 126, 215 (Đức), các sư đoàn bộ binh số 225 và 227 từ Mga đã được điều đến. Một lần nữa, Geogr von Küchler đã đánh điện thỉnh cầu Hitler cho phép rút quân khỏi tuyến đường sắt Tháng Mười cùng với các khu vực Pushkin và Slutsk; tuy nhiên Hitler vẫn cố chấp yêu cầu ông ta có thủ Krasnogvardeisk bằng bất cứ giá nào. Dù vậy, để giúp quân Đức trụ vững ở Krasnogvardeisk, Bộ Tư lệnh tối cao lục quân Đức (OKH) đã điều các sư đoàn thiết giáp số 12 và tiểu đoàn xe tăng hạng nặng số 502 đến tăng cường cho Tập đoàn quân số 18.
Ngày 21 tháng 1, sau khi củng cố lại lực lượng, Phương diện quân Leningrad tiếp tục tấn công theo hướng chính là Krasnogvardeisk. Một phần của các quân đoàn bộ binh số 123 và 117 (lực lượng dự bị) thuộc Tập đoàn quân số 42 đã lần lượt dập tắt sự chống trả quyết liệt của quân Đức và áp sát Krasnogvardeisk vào ngày 22 tháng 1 tuy nhiên họ chưa thể giải phóng thành phố. Cùng lúc đó, quân đoàn bộ binh số 110 (từ ngày 22 tháng 1 thuộc biên chế của Tập đoàn quân số 67), đánh mạnh từ phía Đông Nam, vòng qua Pushkin và Slutsk từ phía Tây và gần như bao vây các sư đoàn bộ binh số 215 và 24 của Đức. Trong khoảng thời gian này, Tập đoàn quân xung kích số 2 cũng vòng qua Krasnogvardeisk từ phía Tây, tiếp tục tiến về Kingissepp. Các sư đoàn bộ binh số 61, 27, 170 và sư đoàn bộ binh 10 thuộc không quân của Đức buộc phải rút chạy về Estonia, trên đường đi đã tổ chức phá cầu, đặt mìn, bám trụ quyết liệt các điểm neo trên đường rút quân nhằm làm chậm bước tiến của các quân đoàn số 43 và 122 của Tập đoàn quân xung kích số 2.

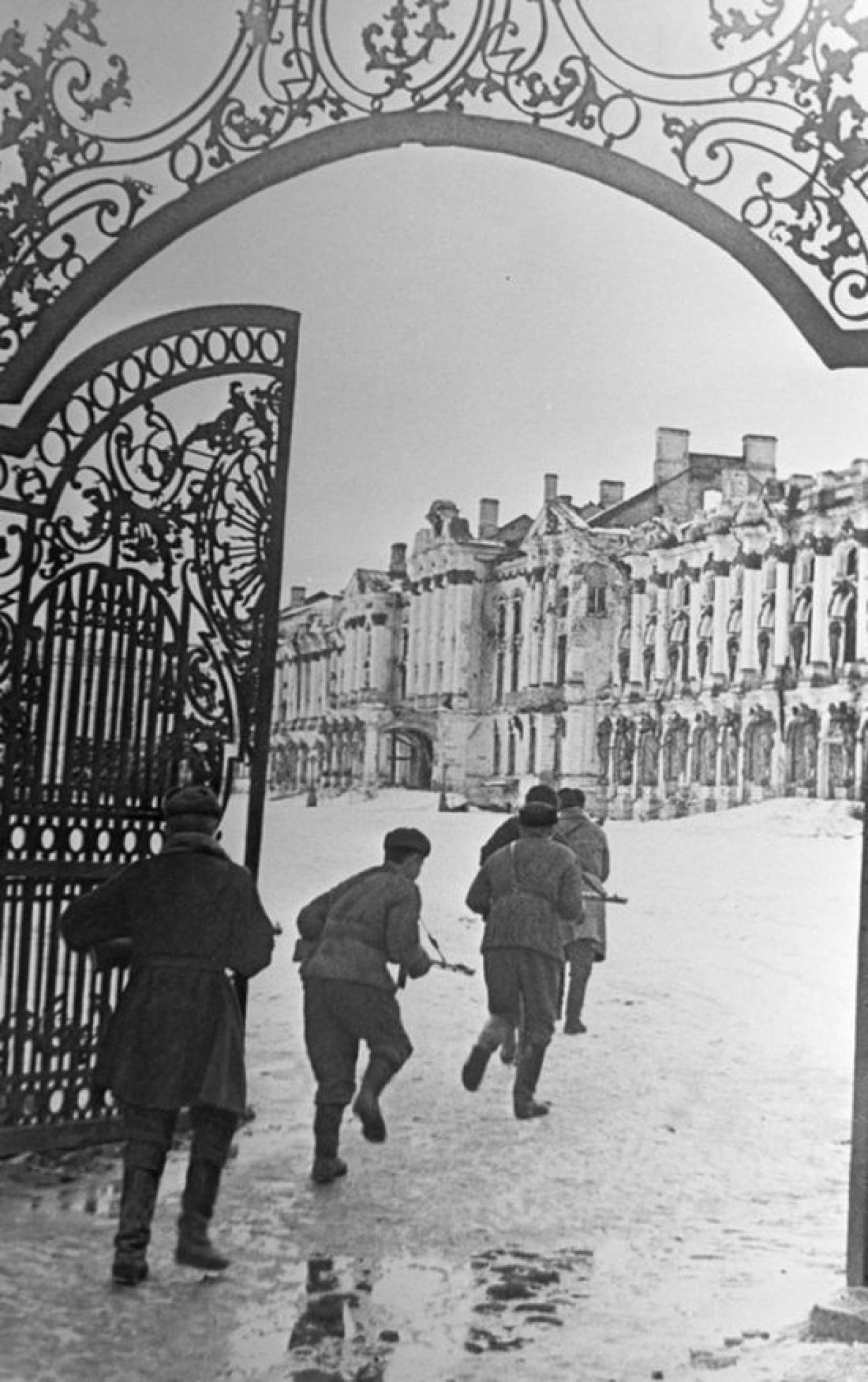
Quân đội Liên Xô chiến đấu ở thành phố Pushkin, tháng 1 năm 1944.

Chiến sụ diễn ra rất ác liệt suốt nhiều ngày tại các điểm dân cư Krasnogvardeisk, Pushkin và Slutsk, cũng như trên toàn tuyến Đường sắt Tháng Mười. Đến ngày 24 tháng 1, đợt tấn công của Tập đoàn quân số 67 đã đạt được một thành công lớn: quân đoàn bộ binh số 110 đã giải phóng Pushkin và Slutsk trong khi quân đoàn bộ binh số 118 đã giải phóng Ulyanovka. Đến ngày 29 tháng 1, Tập đoàn quân số 54 của Phương diện quân Volkhov phối hợp cùng Tập đoàn quân số 67 đã hoàn tất việc giải phóng tuyến Đường sắt Tháng Mười. Trong khi đó, vào ngày 25 tháng 1 các quân đoàn bộ binh số 123, 171 của Tập đoàn quân số 42, được yểm hộ bởi xe tăng, đã bắt đầu tấn công vào Krasnogvardeisk. Cuộc chiến đường phố tại Krasnogvardeisk đã diễn ra ác liệt trong suốt một ngày. Cuối cùng, vào 10 giờ sáng ngày 26 tháng 1, Krasnogvardeisk được giải phóng. Các sư đoàn bộ binh số 120, 224, 201, lữ đoàn xe tăng cận vệ số 31 cùng nhiều đơn vị khác đã được khen thưởng vì thành tích chiến đấu xuất sắc.
Việc để mất Krasnogvardeisk đồng nghĩa với việc tuyến phòng thủ liền mạch của quân Đức tại đây đã hoàn toàn sụp đổ. Tập đoàn quân số 18 (Đức) bị xé làm đôi với một mảnh lớn (gồm 14 sư đoàn) rút chạy về phía Đông, Đông Bắc và phía Bắc theo hướng Luga, còn mảnh nhỏ hơn (5 - 6 sư đoàn), được chia thành những nhóm tác chiến nhỏ độc lập với nhau và chạy về hướng Tây của Narva . Vì vậy, các lực lượng của Tập đoàn quân xung kích số 2 và Tập đoàn quân số 42 - vốn đang tấn công về phía Tây và Tây Nam - đã đẩy mạnh tốc độ tiến quân. Tư lệnh Phương diện quân Leningrad L. A. Govorov quyết định rằng đòn đánh chủ yếu sẽ được thực thi theo hướng này vì nếu thành công nó sẽ lập tức mở đường cho quân đội Liên Xô tiến vào giải phóng Estonia. Cùng lúc đó, nếu có thể, hướng tiến công của Phương diện quân có thể mở rộng sang khúc cong của sông Luga trên đoạn Pskov và Gdov.
Tiến theo hướng Narva, Tập đoàn quân xung kích số 2 đã giải phóng, cắt đứt tuyến đường sắt Krasnogvardeisk - Kingisepp và đến ngày 30 tháng 1 đã tiến tới bờ sông Luga. Vào đêm 1 tháng 2 năm 1944, các sư đoàn bộ binh số 109, 189 và 125 của quân đoàn bộ binh số 109 (được chuyển từ Tập đoàn quân số 42 cho Tập đoàn quân xung kích số 2) được sự yểm hộ của lữ đoàn xe tăng số 152 đã tấn công Kingisepp sau một loạt pháo bắn chuẩn bị. Quân Đức không thể nào tổ chức được một phòng tuyến trên sông Luga và vì vậy buộc phải rút chạy về sông Narva. Cùng lúc đó, Tập đoàn quân số 42 đánh xuống hướng Tây Nam và sau 3 ngày đã đột phá sâu 50 cây số. Đến ngày 30 tháng 1, Tập đoàn quân số 42 đã tiếp cận sông Luga và thiết lập một đầu cầu vượt sông tại Bolshoy Sabsk.
Đợt tấn công của Tập đoàn quân số 67 tại tuyến Tosno - Vyritsa - Siverskiy diễn ra chậm hơn. Sau khi dập tắt sự chống cự quyết liệt của các sư đoàn bộ binh số 212, 126, 11 và sư đoàn thiết giáp số 12 (Đức) - vốn làm nhiệm vụ cản hậu cho các quân đoàn số 54, 26 và 28 của Đức, từ khu vực Pushkin, Slutsk, Tosno, Lyuban và Chudovo Tập đoàn quân số 67 đã giải phóng Vyritsa vào ngày 29 tháng 1 và Siverskiy vào ngày 30 tháng 1. Tuy nhiên, quân Đức vẫn tiếp tục chống giữ quyết liệt tại phía Đông Nam và Nam của Krasnogvardeisk, Siverskiy và chỉ sau 3 ngày chiến đấu quyết liệt thì Hồng quân mới quét sạch được quân địch khỏi khu vực này.

## Kết quả

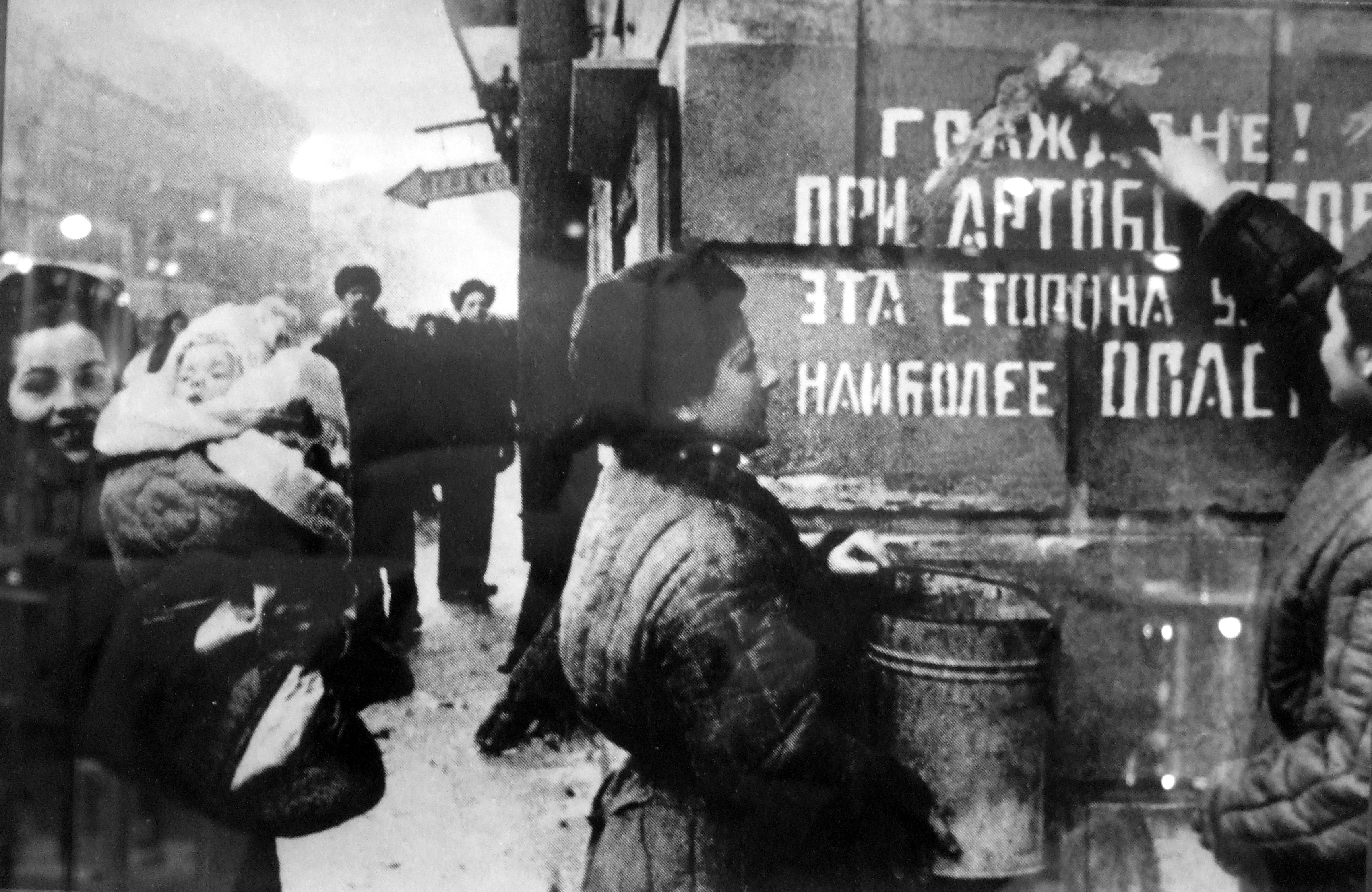
Người dân Leningrad dùng sơn xóa đi dòng chữ "Người dân chú ý ! Khi pháo bắn thì khu vực này của con đường là nguy hiểm nhất.", tháng 1 năm 1944.

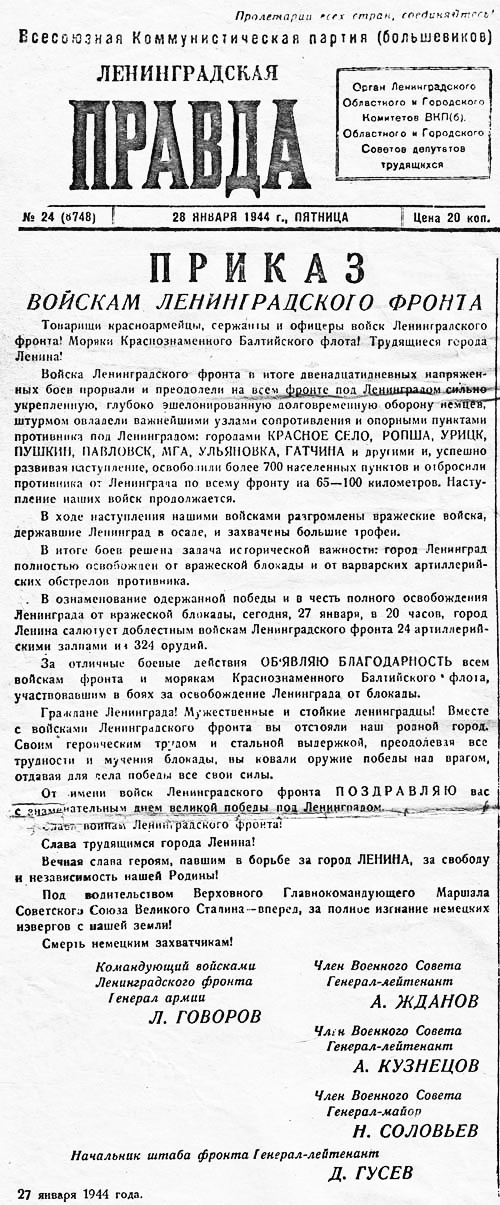
Tuyên bố của Phương diện quân Leningrad về việc thành phố đã hoàn toàn được giải nguy đăng trên báo "Leningrad pravda" vào ngày 28 tháng 1 năm 1944.

Cho đến cuối tháng 1 năm 1944, hai phương diện quân Leningrad và Volkhov đã giáng một đòn nặng vào Tập đoàn quân số 18 của Đức, tiến xa 70-100 cây số và giải phóng nhiều vùng đất đai (trong đó bao gồm các điểm dân cư Krasnoye Selo, Rospha, Krasnogvardeisk, Pushkin, Slutsk) và tạo tiền đề cho các đợt tấn công tiếp theo. Tất nhiên chiến dịch Leningrad-Novgorod không dừng ở đó, nhưng mục tiêu quan trọng nhất của chiến dịch - phá giải sự uy hiếp đối với Leningrad - đã được hoàn thành.
Vào ngày 21 tháng 1 năm 1944, L. A. Govorov và A. A. Zhdanov, tự tin về viễn cảnh của chiến dịch, đã thỉnh cầu I. V. Stalin cho phép tuyên bố rằng Leningrad đã hoàn toàn được giải nguy và sản xuất số pháo hoa cần thiết để tổ chức cho 324 đại bác bắn chào mừng vào ngày 27 tháng 1. Trên thực tế, phải đến ngày 29 tháng 1 quân đội Liên Xô mới hoàn toàn giành được quyền kiểm soát tuyến Đường sắt Tháng Mười, tuy nhiên vào ngày 27 đài phát thanh đã phát đi lời tuyên bố của Hội đồng quân sự Leningrad rằng thành phố này đã hoàn toàn được giải vây. Vào chiều hôm đó, toàn bộ người dân thành phố đổ ra đường ăn mừng và chứng kiến lễ bắn pháo hoa mừng ngày thành phố được giải vây.
Nhà văn P. N. Luknitsky đã kể lại khoảnh khắc này như sau:
| “                 | Từ khoảng cách xa trên bầu trời Leningrad bay vút lên những chùm ánh sáng nhỏ... Ba trăm hai mươi tư khẩu súng đi từ thành phố tới chỗ chúng tôi băng qua màn đêm dưới lớp sương mù thấp, по извилинам заледенелой Невы. Hàng trăm quả tên lửa đầy màu sắc, bay cao lên trên bầu trời đêm, phía trên thành phố với những tòa nhả không lồ trông như những bông hoa đẹp lạ kỳ trên những cuống hoa thanh mảnh, cong lại và dần dần rơi xuống. Chúng tôi, những người lạ mặt, từ binh sĩ tới công chức, cảm thấy như là người cùng một nhà, đều bị kích thích một cách lạ kỳ trước buổi biểu diễn này. Chúng tôi dừng lại, nhìn quanh, chúng tôi im lặng, và ngực tôi co thắt lại - cứ như lần đầu tiên trong chiến tranh tôi muốn khóc. Khi màn bắn pháo hoa kết thúc, chúng tôi hô to "Hu ra !", bắt tay nhau và ôm nhau thật chặt. | ” |
| — P. N. Luknitsky | |   |

## Thương vong

### Quân đội Liên Xô
Thương vong của quân đội Liên Xô trong chiến dịch Sấm tháng Giêng hiện nay chỉ được ước lượng gần đúng. Theo nghiên cứu thống kê về thương vong của quân đội Nga và Liên Xô trong các cuộc chiến thế kỷ 20, trong toàn bộ chiến dịch Leningrad-Novgorod (14 tháng 1 - 1 tháng 3), phương diện quân Leningrad tổn thất 56.564 người chết và 170.876 người bị thương, bị ốm, còn hạm đội Ban Tích mất 169 người chết và 1.292 người bị thương, bị ốm. Việc xác định phần nào trong con số thương vong trên thuộc về "sấm tháng Giêng" thì rất khó khăn vì chiến cục từ tháng 2 trở đi diễn ra rất khốc liệt. Đồng thời, từ ngày 15 tháng 2 trở đi phương diện quân Volkhov đã bị giải thể và một phần binh lực của nó cũng được nhập chung vào phương diện quân Leningrad.

### Quân đội Đức Quốc xã
Tập đoàn quân số 18 của Đức đã bị giáng một đòn nặng và chịu thiệt hại rất lớn, tuy nhiên, nó vẫn bảo toàn được binh lực và không bị bao vây tiêu diệt. Theo báo cáo thương vong của quân đội Đức Quốc xã thì tập đoàn quân số 18 từ ngày 14 đến 29 tháng 1 đã chết 14.000 người và bị thương 35.000 người, tuy nhiên con số này tỏ ra không chính xác vì việc thống kê thương vong của quân Đức từ tháng 1 năm 1944 trở đi chỉ được thực hiện rất sơ sài và không thể biết được trong số thương vong này thì phần nào là do phương diện quân Leningrad gây ra.
Theo các tài liệu Liên Xô, thương vong của phía Đức được xác định dựa trên báo cáo của Cục Thông tin Xô Viết (Sovinform). Như vậy, theo báo cáo, cho đến ngày 19 tháng 1, phương diện quân Leningrad đã đánh bại 6 sư đoàn Đức, giết chết 20.000 người và bắt sống 1.000 tù binh. Từ ngày 14 đến 25 tháng 1, báo cáo cho biết PDQ đã đánh tan 10 sư đoàn địch, đánh thiệt hại nặng 2 sư đoàn và bắt sống nhiều chiến lợi phẩm (619 đại bác trong đó có những khẩu pháo hạng nặng với cỡ nòng 150-406 ly, 116 súng cối, 454 pháo tự hành, 20 xe tăng, 60 xe thiết giáp), phá hủy 450 xe tăng, 445 đại bác và súng cối, 901 ô tô. Tổng thương vong của quân Đức là 40.000 chết 3.000 bị bắt sống.

### Cước chú
1. ↑  Các thành phố Slutsk và Krasnogvardeisk được trả lại tên cũ là Pavlovsk và Gatchina trước khi chúng được giải phóng khỏi quân Đức vào ngày 23 tháng 1 năm 1944.